# Hipódromo Serra Verde
O Serra Verde foi o principal hipódromo que existiu em Belo Horizonte, funcionando regularmente de 1964 a 2006 no Bairro Serra Verde, quase na divisa com os municípios de Vespasiano e Santa Luzia. Pertencia ao Jockey Club de Minas Gerais, uma sociedade turfística que foi fundada ainda na década de 50, na capital mineira.

## História
As corridas só foram iniciadas com a inauguração oficial do hipódromo, em 4 de abril de 1965. Como estava começando do “zero”, ela só foi possível graças à cidade de Curvelo, situada a 160 quilômetros de Belo Horizonte, que tinha corridas regulares com cavalos mestiços. Toda a infra-estrutura turfística de Curvelo foi importada: cavalos, jóqueis, treinadores, proprietários e aficionados.
No dia 13 de junho foram iniciadas as corridas com os cavalos da raça Puro-Sangue Inglês, a mais utilizada para a prática deste esporte em todo o mundo. Mas em 1967 as corridas foram paralisadas para a reforma total do hipódromo. 
No dia 17 de maio de 1970 o Hipódromo Serra Verde foi reinaugurado, com instalações que o colocavam entre os melhores do país. A pista era de areia, formato oval e tinha cerca de 1.700 metros. As arquibancadas eram amplas. As cocheiras tinham capacidade para aproximadamente 200 animais.
A partir daí passou a ter corridas regulares, exclusivamente com os puros-sangues, na média de uma reunião turfística por semana, com quatro a seis páreos, que agrupavam entre 5 e 10 cavalos.
Na década de 80 o clube viveu a sua melhor fase. Grande parte dos cavalos pertencia a proprietários cariocas e as cocheiras ficavam cheias na época do verão, pois muitos cavalos do Rio de Janeiro tinham problemas de saúde nesta época do ano em virtude do forte calor da cidade.
No início do século XXI o clube passou a enfrentar severa crise financeira e a última corrida de cavalos foi realizada no dia 7 de fevereiro de 2002. Continuou a existir como centro de preparação para cavalos que corriam no Rio de Janeiro. No dia 15 de fevereiro de 2006 o governador de Minas Gerais, Aécio Neves, desapropriou o Hipódromo Serra Verde para a construção de um centro administrativo, projetado pelo arquiteto Oscar Niemeyer para ser a nova sede do Estado.

## Cavalos que mais venceram no hipódromo
| Cavalo             | Vitórias | Período     |
| ------------------ | -------- | ----------- |
| Blanquito          | 20       | 1986 - 1990 |
| Xatonaby           | 18       | 1993 - 1998 |
| Habib Abidu        | 18       | 1997 - 2001 |
| Máster of Woodbine | 17       | 1990 - 1993 |
| Pendragon          | 13       | 1990 - 1994 |